# Nimboa albizziae
Nimboa albizziae är en insektsart som beskrevs av Douglas E. Kimmins 1952. Nimboa albizziae ingår i släktet Nimboa och familjen vaxsländor. Inga underarter finns listade i Catalogue of Life.